# Berito (Fenicia)
Berito (Berìto, AFI: /beˈrito/; in greco antico Βηρῡτός?, Bērȳtós; in latino Bērȳtus), situata nei pressi dell'odierna Beirut in Libano, fu una città fenicia, in seguito ricostruita dai Seleucidi. Nel 64 a.C. Pompeo conquistò la regione e costituì la provincia romana di Siria.